# 赤腹山雀
（学名：Sittiparus castaneoventris）是山雀科的一種小型鳥類，為台灣特有種。
最初由英國鳥類學家約翰·古爾德( John Gould)於1863年首次描述，並定其學名為Parus castaneoventris. 以前被認為是雜色山雀的亞種，但在2014年種系發生學研究發表後被提升為新物種。
此種與雜色山雀的不同之處，在於其身體下半部是深栗色的。